# Nada Šakić
Nada Šakić (född som Nada Tanić-Luburić och senare även känd som Esperanza Luburić), född 4 augusti 1926 i Livno i dåvarande Serbernas, kroaternas och slovenernas konungadöme (nuvarande Bosnien och Hercegovina), död 5 februari 2011 i Zagreb i Kroatien, var en kvinnlig Ustašavakt och hade hög rang i koncentrationslägret Jasenovacs kvinnoavdelning kallad Nova Gradiška/Stara Gradiška i dåvarande Oberoende staten Kroatien.
Nada var halvsyster till Maks Luburić och var gift med Dinko Šakić. Enligt vittnen skall Nada, likt sin halvbror, också varit delaktig i sadistiska mord på serbiska och judiska fångar. Efter att Nada Luburić år 1998 anhölls i Argentina, meddelade Sergio Widder, företrädare för Simon Wiesenthal-centret, att det förelåg dokumentation om att hon personligen gav order om avrättningar.
Efter kriget åtalades både Nada Luburić och Dinko Šakić för krigsförbrytelser. Paret bodde i exil i Argentina fram till år 1998 då även Nada överlämnades till Kroatien misstänkt för krigsförbrytelser. I Argentina hade hon bytt förnamn till Esperanza. Medan maken Dinko dömdes till 20 års fängelse, avstod de kroatiska rättsmyndigheterna från att väcka åtal mot Nada. Det förekom uppgifter om hennes död den 5 februari 2011 i Zagreb. Då Serbiens regering inte fick uppgifterna bekräftade av oberoende källor, utfärdade de en internationell arresteringsorder i juli 2011.

### Fotnoter
1. ↑  Extradicion, decreto 980/98 Boletin oficial de la Republica Argentina 24 augusti 1998 (spanska)
2. ↑  RTL.hr (kroatiska)
3. ↑  ”Arkiverade kopian”. Arkiverad från originalet den 13 mars 2011. https://web.archive.org/web/20110313211103/http://www.jasenovac.org/exhibits.php. Läst 4 april 2011.
4. ↑  Cleansing Bosnia at a camp called Jasenovac Arkiverad 8 september 2013 hämtat från the Wayback Machine. av Robert Fisk. The Independent 15 augusti 1992.
5. ↑  Ahora detuvieron la esposa de Dinko Sakic Arkiverad 1 maj 2017 hämtat från the Wayback Machine. av Darío Palavecino. La Nacion 25 juli 1998. (spanska)
6. ↑  Trial of Dinko Sakic.
7. ↑  Dinko Sakic: Concentration camp commander. The Independent 24 juli 2008.
8. ↑  Ordenan captura internacional contra croata sospechosa de genocidio que estaría en Argentina. Biobiochile.cl (spanska)
9. ↑  Serbia emite una orden de captura contra Nada Sakic por crímenes en la II Guerra Mundial. ABC.es (spanska)